# Klášter (Teplá)
Klášter (německy Tepl Stift) je vesnice, část města Teplá v okrese Cheb v Karlovarském kraji. Nachází se asi dva kilometry jihovýchodně od Teplé poblíž kláštera premonstrátů Teplá. Prochází zde silnice II/210. Klášter leží v katastrálním území Klášter Teplá o rozloze 14,36 km².

## Historie
První písemná zmínka o vesnici pochází z roku 1197. Vesnici tvoří zástavba okolo osady Seklovy Domky, do roku 1945 uváděné pod německým názvem Seckelhäuseln. Přes Seklovy Domky vede lesními porosty původní stará cesta do Pěkovic. Na katastru Klášter Teplá se nacházejí rybí sádky, založené tepelskými premonstráty již v 17. století. Sádky jsou napájené umělým ramenem říčky Teplé a patřily k majetkům kláštera až do roku 1949.

## Obyvatelstvo
Při sčítání lidu v roce 1921 zde žilo 424 obyvatel, z nichž byli čtyři Čechoslováci, 414 Němců a šest cizinců. Všichni se hlásili k římskokatolické církvi.
| Rok            | 1869 | 1880 | 1890 | 1900 | 1910 | 1921 | 1930 | 1950 | 1961 | 1970 | 1980 | 1991 | 2001 | 2011 | 2021 |
| -------------- | ---- | ---- | ---- | ---- | ---- | ---- | ---- | ---- | ---- | ---- | ---- | ---- | ---- | ---- | ---- |
| Počet obyvatel | 405  | 388  | 430  | 441  | 452  | 424  | 435  | 275  | 214  | 192  | 91   | 124  | 143  | 131  | 123  |
| Počet domů     | 31   | 31   | 33   | 33   | 48   | 48   | 52   | 45   | -    | 32   | 17   | 32   | 39   | 42   | 43   |

## Obecní správa
Při sčítání lidu v letech 1850–1949 Klášter byl samostatnou obcí v okrese Teplá. Od roku 1950 jsou částí města Teplá, se kterým patřil nejprve do okresu Toužim, ale v letech 1961–2006 v okrese Karlovy Vary a od 1. ledna 2007 v okrese Cheb.

## Pamětihodnosti
Ve vesnici stojí dominantní budova bývalé klášterní školy, založené v roce 1901 opatem Gilbertem Johannem Helmerem. Škola byla v provozu i po druhé světové válce a býval v ní umístěn poštovní úřad pro obec Klášter. V 60. až 80. letech dvacátého století sloužila také jako ubytovna pro brigádníky v zemědělství a lesnictví.

## Další fotografie

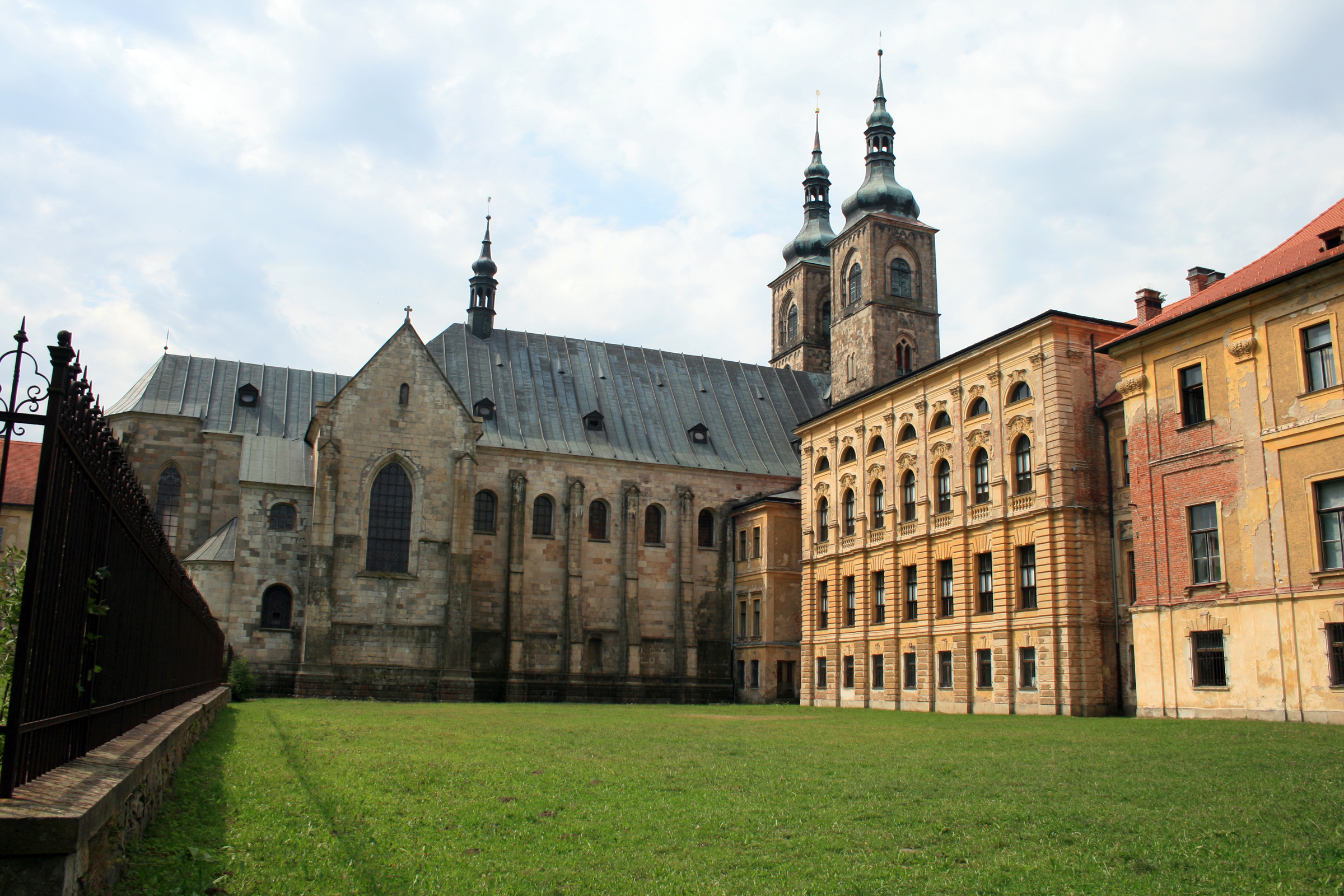
Nádvoří kláštera
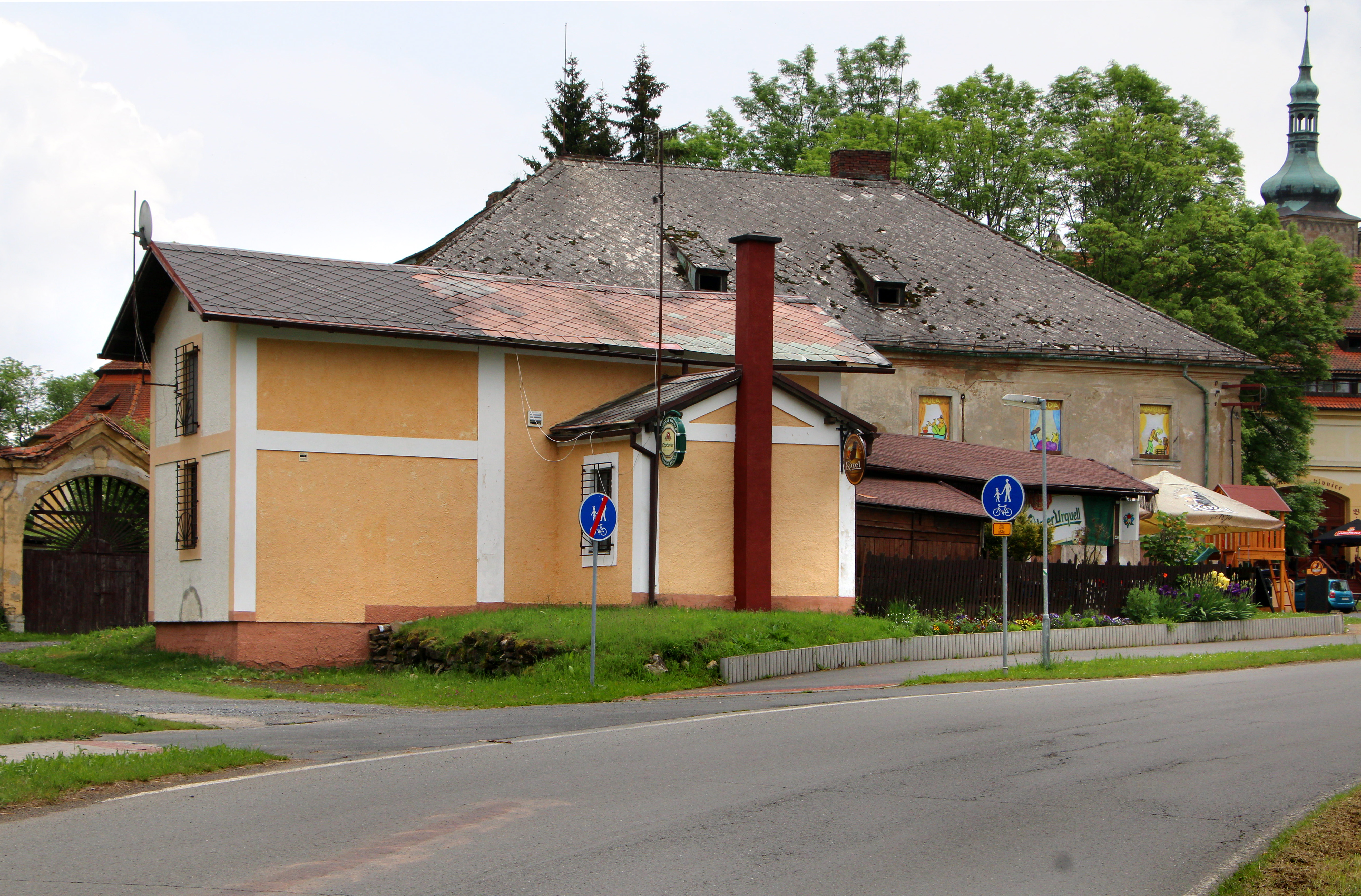
Restaurace u kláštera v Kláštěře
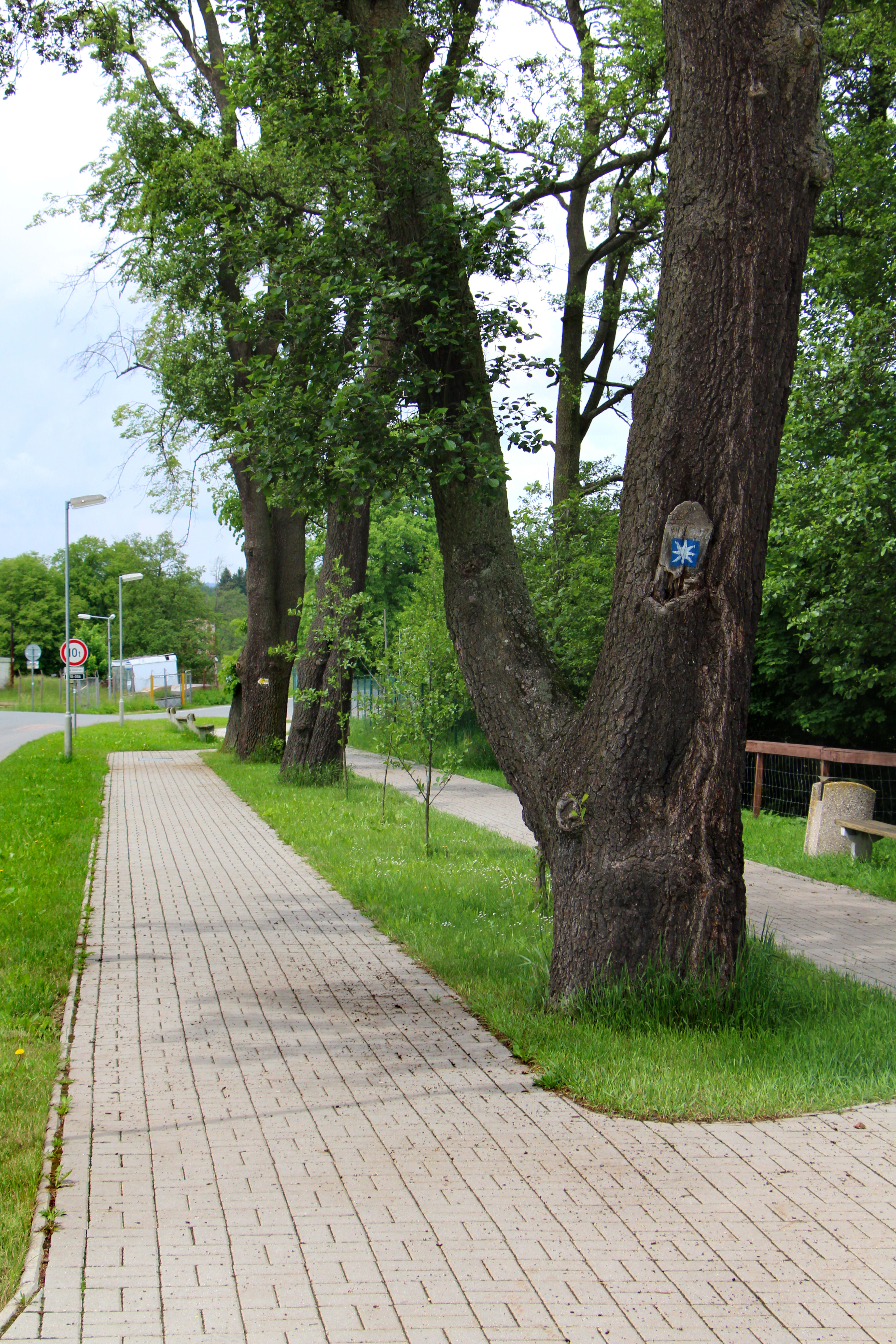
Chodník od Kláštera k Teplé
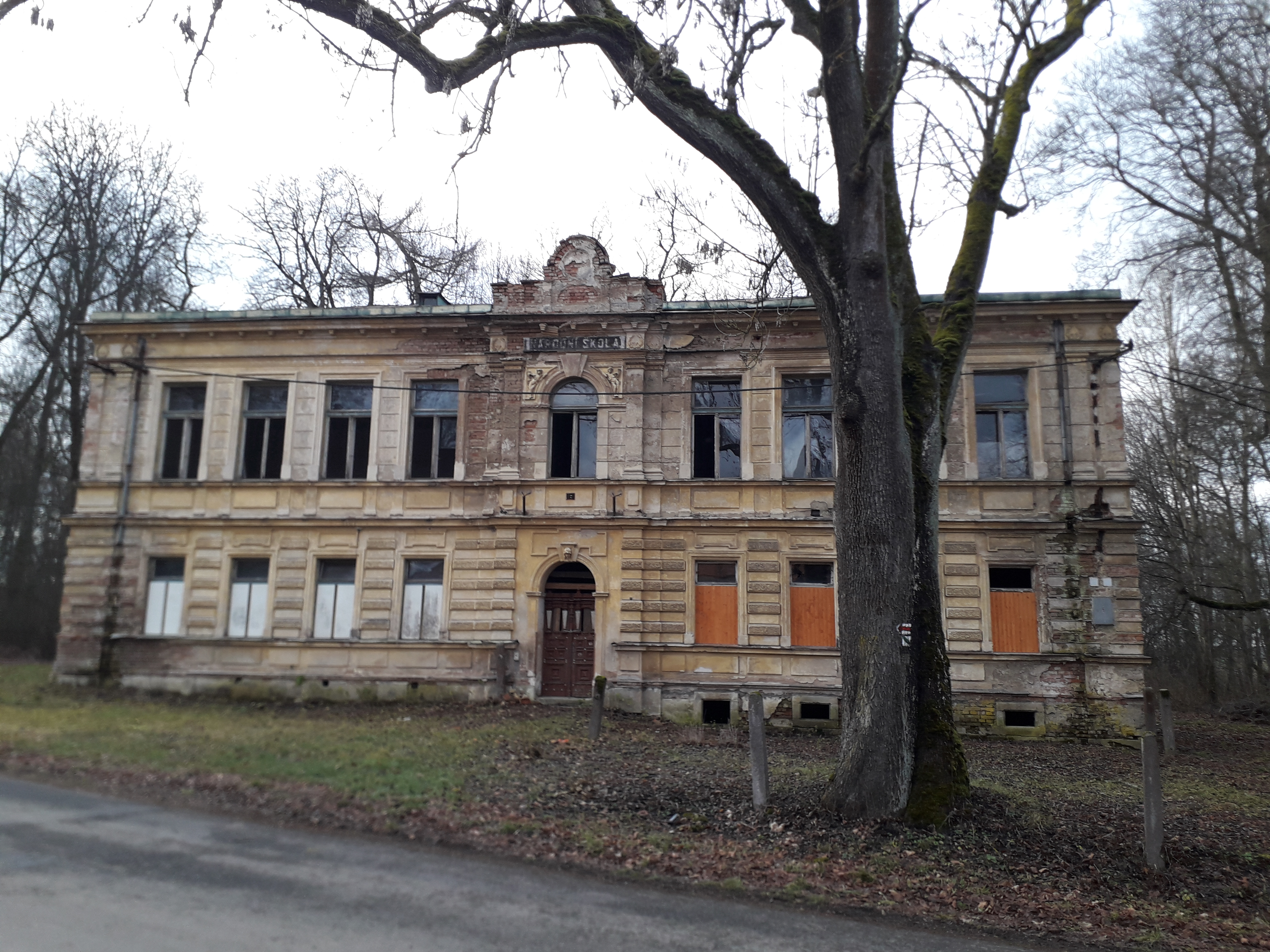
Bývalá škola